# Héctor Álvarez
Héctor Álvarez Martinez (* 12. Dezember 2006 in Benidorm) ist ein spanischer Straßen- und Bahnradrennfahrer. Er bestreitet auch Rennen im Cyclocross.

## Sportlicher Werdegang
Héctor Álvarez, der in L’Alfàs del Pi aufgewachsen ist, gilt als eines der großen Talente des spanischen Radsports. Er wurde von seinem Vater Luis Gerardo Álvarez an den Radsport herangeführt, der sein Trainer ist sowie Präsident des Club Ciclista Alfaz.
2023 wurde Álvarez in Cottbus Junioren-Europameister im Omnium. Im Jahr darauf errang er im Straßenrennen der Junioren bei den Europameisterschaften die Silbermedaille; im Einzelzeitfahren wurde er Achter. Bei den Weltmeisterschaften 2024 in Zürich belegte er im Junioren-Straßenrennen Platz sechs. 
Im Verlauf des Jahres 2024 konnte Álvarez zahlreiche Junioren-Rennen sowie Etappen für sich entscheiden, so etwa den  Nation's Cup Hungary, das La Philippe Gilbert juniors, die Junioren-Ausgabe der Kantabrien-Rundfahrt, das Eroica Juniores sowie die Vuelta a Pamplona Junior. Insgesamt erreichte er 20 Siege. 2025 wurde er erneut  Europameister im Omnium auf der Bahn, nun in der Klasse U23.
Für 2025 erhielt Álvarez einen Vertrag beim UCI Continental Team Lidl-Trek Future Racing. Bei der Belgien-Rundfahrt im Juni 2025 belegte er Rang zwei in der Nachwuchswertung hinter Alec Segaert.

## Erfolge

### Straße
2024
- Junioren-Europameisterschaft – Straßenrennen

### Bahn
2023
- Junioren-Europameister — Omnium

2025
- U23-Europameister — Omnium